# Morti nel 1978/Febbraio
| Questa pagina contiene informazioni ricavate automaticamente dalle voci biografiche con l'ausilio del template Bio e di un bot. L'aggiornamento è periodico e automatico e ricostruisce completamente la pagina. Se manca una persona in questa lista, sei pregato di non aggiungerla, ma accertati piuttosto che la sua voce biografica contenga il template Bio e che i dati anagrafici siano correttamente compilati. Se il template Bio manca, inseriscilo tu stesso o, in alternativa, metti l'avviso {{tmp\|Bio}} che ne segnala la mancanza. Se i dati riportati sono sbagliati, correggi direttamente la voce biografica; le modifiche saranno visibili in questa lista entro pochi giorni. Per chiarimenti vedi il progetto biografie. La lista contiene solo le 74 persone che sono citate nell'enciclopedia e per le quali è stato implementato correttamente il template Bio. Pagina aggiornata al 3 mar 2024. |

- 1º febbraio - Jorge Cafrune, cantante argentino (n. 1937)
- 1º febbraio - Lazar' Samojlovič Frenkel', regista cinematografico sovietico (n. 1904)
- 2 febbraio - Karl Altenburger, ciclista su strada tedesco (n. 1909)
- 2 febbraio - Wendy Barrie, attrice britannica (n. 1912)
- 2 febbraio - Natale Gorini, politico italiano (n. 1895)
- 2 febbraio - William Holmes, montatore statunitense (n. 1904)
- 2 febbraio - Gotfred Johansen, pugile danese (n. 1895)
- 2 febbraio - Maurice Tillieux, fumettista belga (n. 1921)
- 3 febbraio - Remo Cantoni, filosofo italiano (n. 1914)
- 3 febbraio - Sławomir Złotek-Złotkiewicz, cestista polacco (n. 1930)
- 4 febbraio - Roger Rolhion, calciatore e allenatore di calcio francese (n. 1909)
- 4 febbraio - Olle Åkerlund, velista svedese (n. 1911)
- 6 febbraio - Armando de Almeida, calciatore brasiliano (n. 1893)
- 6 febbraio - Erasmo Iacovone, calciatore italiano (n. 1952)
- 7 febbraio - Raffaello Brignetti, scrittore italiano (n. 1921)
- 7 febbraio - Dimitrie Cuclin, compositore, insegnante e scrittore rumeno (n. 1885)
- 7 febbraio - Henri Pavillard, calciatore francese (n. 1905)
- 7 febbraio - Francisco Simón Calvet, calciatore spagnolo (n. 1917)
- 8 febbraio - Julio Jaramillo, cantante ecuadoriano (n. 1935)
- 9 febbraio - Costante Girardengo, ciclista su strada e pistard italiano (n. 1893)
- 9 febbraio - Herbert Kappler, militare, criminale di guerra e poliziotto tedesco (n. 1907)
- 9 febbraio - Hans Stuck, pilota automobilistico tedesco (n. 1900)
- 11 febbraio - Kit Carson, attore russo (n. 1899)
- 11 febbraio - James Bryant Conant, chimico statunitense (n. 1893)
- 11 febbraio - Harry Martinson, scrittore e poeta svedese (n. 1904)
- 12 febbraio - Sanna av Skarði, educatrice e insegnante faroese (n. 1876)
- 13 febbraio - Enrico Benassi, pittore italiano (n. 1902)
- 13 febbraio - Pietro Caloi, sismologo italiano (n. 1907)
- 13 febbraio - Angelo Davoli, mezzofondista e siepista italiano (n. 1896)
- 13 febbraio - Willi Domgraf-Fassbaender, baritono tedesco (n. 1897)
- 13 febbraio - Robert Durrer, ingegnere svizzero (n. 1890)
- 13 febbraio - Umberto Massola, attivista e politico italiano (n. 1904)
- 14 febbraio - Karl Durspekt, allenatore di calcio e calciatore austriaco (n. 1913)
- 14 febbraio - Giuseppe Pasquale, dirigente sportivo e produttore cinematografico italiano (n. 1907)
- 15 febbraio - Ilka Chase, attrice e conduttrice radiofonica statunitense (n. 1905)
- 15 febbraio - Joseph Lenzi, attore statunitense (n. 1923)
- 16 febbraio - Edward Lindberg, velocista statunitense (n. 1886)
- 16 febbraio - Jerry Vayda, cestista statunitense (n. 1934)
- 17 febbraio - Luisa Banti, archeologa e scrittrice italiana (n. 1894)
- 17 febbraio - Erik Charpentier, ginnasta e altista svedese (n. 1897)
- 17 febbraio - Giordano Bruno Lattuada, pittore e decoratore italiano (n. 1903)
- 17 febbraio - Agostino Rocca, ingegnere, dirigente d'azienda e imprenditore italiano (n. 1895)
- 17 febbraio - Johann Rüth, vescovo cattolico tedesco (n. 1899)
- 18 febbraio - Francisco Elías de Tejada, filosofo spagnolo (n. 1917)
- 18 febbraio - Ermanno Lazzarino, politico, partigiano e medico italiano (n. 1900)
- 18 febbraio - Kathleen Lockhart, attrice britannica (n. 1894)
- 18 febbraio - Maggie McNamara, attrice e modella statunitense (n. 1928)
- 18 febbraio - Giuseppe Santhià, ciclista su strada italiano (n. 1886)
- 19 febbraio - Vittorio Botticini, pittore italiano (n. 1909)
- 19 febbraio - Olav Ditlev-Simonsen, calciatore norvegese (n. 1897)
- 19 febbraio - Michail Nikolaevič Zacharov, militare sovietico (n. 1912)
- 20 febbraio - Fessor Leonard, cestista statunitense (n. 1953)
- 21 febbraio - Abdelkrim Dali, cantante e musicista algerino (n. 1914)
- 21 febbraio - Paul Hauman, calciatore belga (n. 1883)
- 21 febbraio - Raoul Heide, schermidore norvegese (n. 1888)
- 22 febbraio - Joachim Büchner, velocista tedesco (n. 1905)
- 22 febbraio - Phyllis McGinley, scrittrice statunitense (n. 1905)
- 22 febbraio - Jack Taylor, allenatore di calcio e calciatore inglese (n. 1914)
- 23 febbraio - Eugéne Cornelius Arthurs, missionario e vescovo cattolico irlandese (n. 1914)
- 23 febbraio - Giuseppe Fortunato Pirrone, scultore italiano (n. 1898)
- 23 febbraio - Paul Yoshigoro Taguchi, cardinale e arcivescovo cattolico giapponese (n. 1902)
- 24 febbraio - Franco Arcalli, sceneggiatore, attore e montatore italiano (n. 1929)
- 24 febbraio - Henri Larnoe, calciatore belga (n. 1897)
- 24 febbraio - Jean Wagner, discobolo e pesista francese (n. 1905)
- 25 febbraio - Alfred Marshall Bailey, ornitologo statunitense (n. 1894)
- 25 febbraio - Ján Poničan, poeta, scrittore e drammaturgo slovacco (n. 1902)
- 25 febbraio - Friedrich Zipfel, storico e scrittore tedesco (n. 1920)
- 26 febbraio - Joseph Beresford, calciatore inglese (n. 1906)
- 27 febbraio - Bruno Brun, clarinettista jugoslavo (n. 1910)
- 28 febbraio - Philip Ahn, attore statunitense (n. 1905)
- 28 febbraio - Zara Cully, attrice statunitense (n. 1892)
- 28 febbraio - Consuelo Kanaga, fotografa e scrittrice statunitense (n. 1894)
- 28 febbraio - Eric Frank Russell, autore di fantascienza britannico (n. 1905)
- 28 febbraio - Stevan Tommei, calciatore italiano (n. 1912)